# Chisum (Film)
Chisum ist ein Western aus dem Jahr 1970. Er basiert auf einer wahren Geschichte, die Personen sind real. Regie führte Andrew V. McLaglen. Der Film zählt zu den Spätwestern und war einer der erfolgreichsten Filme des Schauspielers John Wayne.

## Handlung
New Mexico 1878, eine endlose Prärie. John Chisum ist der größte Rancher des New-Mexico-Territoriums. Der Bürgerkrieg ist vergessen, die Lebensqualität steigt. Die Nachbarn sind friedlich, nur einer möchte mehr, Chisums Nachbar Lawrence Murphy. Er versucht mit Gewalt und Intrigen, sich das Land kleiner Farmer und kleiner Rancher einzuverleiben. Dabei wird er von weiteren Ganoven sowie dem korrupten Sheriff unterstützt. Es kommt zum Eklat, und der Rinderkrieg beginnt. Auf der einen Seite kämpft Chisum zusammen mit Tunstall, einem exzentrischen englischen Adligen, gegen die Murphy-Bande. Unterstützung erhalten Chisum und Tunstall durch William H. Bonney, genannt Billy the Kid, und Pat Garrett. Als Henry Tunstall durch die Murphy-Bande ermordet wird, beginnt ein regelrechtes Inferno. Billy the Kid erschießt die beiden Mörder und den Sheriff. Der Kopfgeldjäger Nodeen wird neuer Sheriff von Murphys Gnaden. Als Billy Murphys Bank überfallen will, wird er von Nodeens Leuten angegriffen. In einer von Chisum veranlassten Stampede werden Murphy und seine Leute überrumpelt. In einem Zweikampf mit Chisum stirbt Murphy schließlich den Unfalltod. Billy verfolgt den flüchtigen Nodeen, während Pat Garrett neuer Sheriff wird.

## Synchronisation
Die deutsche Synchronbearbeitung wurde im Jahre 1970 bei der Ultra Film Synchron GmbH Berlin unter der Synchronregie von Josef Wolf nach einem Dialogbuch von Marcel Valmy hergestellt.
| Darsteller         | Rolle                          | Sprecher           |
| ------------------ | ------------------------------ | ------------------ |
| John Wayne         | John Simpson Chisum            | Arnold Marquis     |
| Forrest Tucker     | Lawrence Murphy                | Hans Wiegner       |
| Christopher George | Dan Nodeen                     | Heinz Petruo       |
| Ben Johnson        | James Pepper                   | Heinz Giese        |
| Glenn Corbett      | Pat Garrett                    | Claus Biederstaedt |
| Andrew Prine       | Alex McSween                   | Norbert Langer     |
| Bruce Cabot        | Sheriff Brady                  | Hans Hessling      |
| Patric Knowles     | Henry Tunstall                 | Curt Ackermann     |
| Lynda Day George   | Sue McSween                    | Uta Hallant        |
| Richard Jaeckel    | Jeff Adams                     | Michael Chevalier  |
| Geoffrey Deuel     | William Bonney „Billy the Kid“ | Manfred Seipold    |
| Pamela McMyler     | Sally Chisum                   | Almut Eggert       |

## Kritiken
Für das Lexikon des internationalen Films war der Film ein „psychologisch weithin ausgewogener, spannender Western, der für die Durchsetzung des Rechtes ohne Gewalt eintritt“. Phil Hardy sah den Zweck des Films vor allem darin, John Wayne „nach Herzenslust herumschlägern zu lassen.“ Joe Hembus urteilt in seinem Western-Lexikon, Chisum sei ein „groß angelegter, aber etwas lebloser Film.“ Der Evangelische Film-Beobachter bemerkt lapidar, der Film propagiere „die Selbsthilfe der Bürger in einem als hilflos dargestellten Staat“ und vertrete „rechtsradikale Tendenzen“.
Michael Hanisch urteilte (1984, während einer Hochzeit des Kalten Krieges): «'Chisum' verdreht nicht nur historische Tatsachen. Hier wird wieder versucht, mit einer Geschichte aus der Vergangenheit des amerikanischen Westens imperialistische amerikanische Politik der Gegenwart zu rechtfertigen, ideologisch zu unterstützen. [...] Der Western wird hier wieder zum Mittel imperialistischer Ideologie.»

## Auszeichnungen
John Wayne wurde 1971 mit dem Golden Laurel ausgezeichnet.